# Раджаратнам, Радж
Радж Раджаратнам (англ. Raj Rajaratnam, 15 июня 1957, Коломбо) — американский финансист и банкир тамильского происхождения, основатель хедж-фонда Galleon Group,, базировавшегося в Нью-Йорке. 16 октября 2009 года был арестован ФБР по подозрению в инсайдерской торговле, что привело к закрытию Galleon Group. Был признан Окружным судом Южного округа Нью-Йорка виновным по всем 14 пунктам обвинения. 13 октября 2011 года Раджаратнам был приговорен к 11 годам тюремного заключения.